# Сизов Олександр Олександрович (політик)
Олександр Олександрович Сизов (23 червня 1913, місто Архангельськ, тепер Російська Федерація — 26 грудня 1972, місто Ленінград, тепер Санкт-Петербург, Російська Федерація) — радянський державний діяч, голова Ленінградського міськвиконкому, начальник «Головленінградбуду». Кандидат у члени ЦК КПРС у 1971—1972 роках. Депутат Верховної Ради СРСР 8-го скликання. Герой Соціалістичної Праці (18.11.1965).

## Життєпис
Народився в родині інженера. Закінчив школу, а в 1932 році — Архангельський будівельний технікум.
У 1932—1938 роках працював виконробом, начальником дільниці, головним інженером, начальником відділу капітального будівництва на будівництві промислових підприємств у Комі АРСР (на річці Печорі) та в місті Архангельську.
У 1938—1942 роках — начальник дільниці тресту «Будгаз» на будівництві Горьковського автомобільного заводу. Навесні 1942 року евакуйований до міста Барнаула Алтайського краю.
З липня 1942 по 1946 рік — у Червоній армії, учасник німецько-радянської війни. Служив командиром взводу окремої саперної роти 74-ї окремої стрілецької бригади 6-го Сталінського добровольчого стрілецького корпусу сибіряків Калінінського фронту. У серпні 1943 року — командир взводу 97-го окремого саперного батальйону 56-ї гвардійської стрілецької дивізії 19-го гвардійського Сталінського сибірського стрілецького корпусу. У серпні 1944 року — партійний організатор 97-го окремого саперного батальйону 56-ї гвардійської стрілецької дивізії 19-го гвардійського Сталінського сибірського стрілецького корпусу 2-го Прибалтійського фронту.
Член ВКП(б) з листопада 1942 року.
З 1946 року — начальник дільниці, начальник виробничо-технічного відділу будівельного тресту в Ленінграді. У 1950—1953 роках — головний інженер будівельного трест № 1 міста Ленінграда, в 1953—1955 роках — головний інженер будівельного трест № 3 міста Ленінграда. У 1955—1960 роках — керуючий будівельного трест № 19 міста Ленінграда.
У 1960 році заочно закінчив Ленінградський інженерно-будівельний інститут.
У 1960—1962 роках — головний інженер — 1-й заступник начальника Управління житлового будівництва «Головленінградбуд».
У 1962 — серпні 1966 року — начальник Управління житлового будівництва «Головленінградбуд» при виконавчому комітеті Ленінградської міської ради депутатів трудящих. Член Спілки архітекторів СРСР.
Указом Президії Верховної Ради СРСР від 18 листопада 1965 року за видатні виробничі успіхи, досягнуті при виконанні завдань із житлового і культурно-побутового будівництва в місті Ленінграді, Сизову Олександру Олександровичу присвоєно звання Героя Соціалістичної Праці з врученням ордена Леніна і золотої медалі «Серп і Молот».
6 серпня 1966 — 26 грудня 1972 року — голова виконавчого комітету Ленінградської міської ради депутатів трудящих.
Помер 26 грудня 1972 року після важкої, нетривалої хвороби в місті Ленінграді (Санкт-Петербурзі). Похований в Санкт-Петербурзі на Комуністичному майданчику Богословського цвинтаря.

## Військове звання
- гвардії капітан

## Нагороди
- Герой Соціалістичної Праці (18.11.1965)
- два ордени Леніна (18.11.1965, 25.08.1971)
- орден Червоного Прапора (8.02.1943)
- орден Вітчизняної війни ІІ ст. (21.08.1943)
- орден Трудового Червоного Прапора (21.06.1957)
- орден Червоної Зірки (13.08.1944)
- орден «Знак Пошани» (2.04.1951)
- медаль «За бойові заслуги» (8.01.1943)
- медаль «За перемогу над Німеччиною у Великій Вітчизняній війні 1941—1945 рр.»
- медалі
- Заслужений будівельник Російської РФСР (4.11.1963)